# Dario Šimić
Dario Šimić (Zagreb, 12 de Novembro de 1975) é um ex-futebolista profissional croata, atuava como defensor central, pela direita, como líbero, e até como volante.
Šimić foi jogador da Seleção Croata de Futebol, o único presente em todas as competições oficiais que seu país disputou até então: as Eurocopas de 1996, 2004 e 2008 (a Croácia não classificou-se para a de 2000) e as Copas do Mundo de 1998, 2002 e 2006. Jogou e foi titular em todas, exceto a Euro 96, na Inglaterra. Na Euro 2008, jogou apenas a terceira partida da primeira fase, contra a Polônia, no que foi seu 99º jogo pela Seleção.
Šimić é um jogador determinado, com bom posicionamento, cabeceio e força, porém adquiriu durante sua passagem pela Internazionale a fama de que "erra uma vez por partida".
Fora de campo, é um homem sério e discreto. É descrito por Mirko Jozić, seu técnico na Seleção croata entre 2000 e 2002, como "o profissional exemplar". Dario é também um empresário, tendo investimentos em seu país natal.

## Carreira em clubes
Começou sua carreira no Dínamo de Zagreb em 1992. Debutou contra o Vartek aos 16 anos, sendo até hoje o jogador mais jovem ao atuar profissionalmente pelo clube. Enquanto esteve lá, ganhou por quatro vezes o campeonato croata e também a Copa da Croácia.
Foi contratado no verão de 1998 pela Internazionale. Fez quatro gols em 90 partidas, disputadas ao longo de três temporadas e meia, mas jamais se estabeleceu no time titular devido à competição de nomes como Iván Córdoba, Javier Zanetti, Laurent Blanc e Marco Materazzi.
Acabou se transferindo em 2002 para o Milan, numa troca pelo ala turco Ümit Davala, chegando ao clube junto com o meia Clarence Seedorf. Šimić recebeu a camisa 14, trocada pela 17 em 2005 por causa da chegada do suíço Johann Vogel. Em seu primeiro ano pelo clube, Dario foi deslocado para a lateral direita por Carlo Ancelotti por causa da forte competição com Alessandro Nesta, Paolo Maldini e Kakhaber Kaladze e também pela má forma do até então titular Thomas Helveg. Šimić ganhou a posição do dinamarquês, jogando a maior parte da temporada no time titular e fazendo seu primeiro e até hoje único gol pelo clube, contra a Reggina Calcio. Foi, no entretanto, preterido na final da Liga dos Campeões da UEFA pelo já veterano Alessandro Costacurta, quando o Milan venceu a Juventus de Turim nos pênaltis por 3 a 2.
Com a chegada do capitão da Seleção Brasileira Cafu, Šimić viu suas oportunidades diminuírem mais ainda. Jogou, no entanto, a SuperCopa européia, que o Milan venceu por 1 a 0 contra o FC Porto. Šimić fez algumas aparições na conquista do Campeonato Italiano pelo Milan em 2003-2004. A temporada seguinte foi desastrosa, pois o jogador teve uma séria contusão no joelho, participando apenas de jogos da pré-temporada e do final da mesma, com o time já eliminado da disputa pelo Scudetto, conquistado pela Juventus. Na temporada seguinte, o jogador também não teve muito tempo de jogo, preterido por Cafu, Nesta, Costacurta e Jaap Stam. Šimić criticou o quão pouco jogava e manifestou desejo de sair, mas após conversa com o técnico Ancelotti, teve seu contrato prolongado até 2009.
Apesar disso, conseguiu vaga para a Seleção Croata na Copa de 2006 e voltou com o moral alto, mesmo com a competição do jovem Daniele Bonera. Šimić começou a temporada 2006-2007 como titular,  salvou inclusive um gol do Parma num chute de Andrea Gasbarroni, mas a volta de Nesta de contusão, a explosão de Bonera e a contratação do lateral tetracampeão do mundo Massimo Oddo viu sua participação diminuir muito. Na presente temporada, atuou apenas quatro vezes, das quais foi titular em apenas uma. Na única partida que ele começou jogando, contra o Celtic pela atual temporada da Liga dos Campeões, se lesionou ainda no Primeiro tempo, e apesar de estar jogando muito bem, teve que deixar o campo.
Na temporada 2008/09 se transferiu para o AS Monaco da França.

## Carreira na Seleção
Šimić estreou pela Seleção croata em Março de 1996, contra a Coréia do Sul. Em Julho do mesmo ano foi convocado para a Euro 96, disputando apenas uma das quatro partidas do time. Na Copa 98, já era titular, alinhando com Igor Štimac e Slaven Bilić num time que chegou até o terceiro lugar. Šimić não jogou apenas a disputa pelo terceiro lugar (2x1 contra a Holanda), por estar suspenso pelo terceiro cartão amarelo.
A Croácia foi eliminada pela então Iugoslávia e não participou da Euro 2000, mas classificou-se com sucesso para a Copa 2002. Šimić foi titular ao lado de Robert Kovač e Boris Živković, mas seu time fez uma campanha pífia, sendo batido pelo México, vencendo a Itália num jogo controverso apitado por Graham Poll e sendo vencida pelo já eliminado Equador, perdendo a segunda vaga para a Itália. A campanha na Euro 2004 não foi muito melhor: num grupo com as fortes Inglaterra e França, a Croácia conseguiu apenas empatar com a França, tropeçando na Suíça e perdendo para a Inglaterra.
Šimić não teve melhor sorte em 2006: apesar de marcar um gol nos descontos num amistoso contra a Argentina que deu à Croácia a vitória por 3 a 2, não participou de boa parte das Eliminatórias e foi dúvida até Maio de 2006. Foi titular, não conseguindo evitar a derrota contra o Brasil e os empates contra Japão e Austrália, no qual foi expulso, em nova atuação controversa do inglês Poll, que deu três cartões amarelos para seu colega Josip Šimunić.
Sua centésima partida com a camisa quadriculada deu-se em agosto de 2008, contra a Eslovênia, em Maribor. Jogou o primeiro tempo apenas, como capitão, sendo depois substituído pelo estreante Ivica Križanac. Jogador com mais aparições pela Croácia, tornando-se também o único atleta a contabilizar cem jogos pelo país, Šimić confirmou sua aposentadoria da Seleção, já especulada na imprensa, em setembro.

## Títulos
Seleção Croata
- Copa do Mundo de 1998: 3º Lugar